# Ante Pavić
Ante Pavić (* 7. března 1989 Ogulin) je chorvatský profesionální tenista. Ve své dosavadní kariéře na okruhu ATP World Tour nevyhrál žádný turnaj. Na challengerech ATP a okruhu ITF získal do února 2017 čtyři tituly ve dvouhře a šestnáct ve čtyřhře.
Na žebříčku ATP byl ve dvouhře nejvýše klasifikován v říjnu 2014 na 132. místě a ve čtyřhře pak v dubnu téhož roku na 155. místě.
V chorvatském daviscupovém týmu debutoval v roce 2017 osijeckým prvním kolem světové skupiny proti Španělsku, v němž prohrál dvouhru s Robertem Bautistou Agutem.

## Tenisová kariéra
V rámci hlavních soutěží událostí okruhu ITF debutoval v sronu 2006, když na turnaji v srbském Novim Sadu prošel kvalifikačním sítem. V úvodním kole podlehl Srbu Aleksandru Slovićovi. Premiérový singlový titul v této úrovni tenisu si z vaduzského turnaje v březnu 2010 po výhře nad Lotyšem Andisem Juškou. Na challengerech vybojoval první trofej v páru se Slovákem Lukášem Lackem, když ve finále čtyřhry taškentské události v říjnu 2014 triumfovali nad německou dvojicí Frank Moser a Alexander Satschko.
V kvalifikaci dvouhry okruhu ATP World Tour debutoval na únorovém PBZ Zagreb Indoors 2008, kde jej ve druhém kole vyřadil Blaž Kavčič. Hlavní singlovou soutěž si poprvé zahrál na červencovém Hall of Fame Tennis Championships 2013 v Newportu. Z pozice postoupivšího kvalifikanta vypadl v úvodním kole s Čechem Janem Hernychem. V rámci série ATP Masters odehrál první utkání na srpnovém Western & Southern Open 2014 v Cincinnati, kde jej na úvod kvalifikačního turnaje vyřadil druhý nasazený Australan Marinko Matosevic.
Debut v hlavní soutěži nejvyšší grandslamové kategorie zaznamenal v mužském singlu French Open 2014 po zvládnuté tříkolové kvalifikaci, v níž na jeho raketě zůstali Japonec Go Soeda, Rumun Marius Copil a Australan Thanasi Kokkinakis, jemuž ve druhé sadě odvrátil mečbol. V úvodním kole však nenašel recept na francouzskou turnajovou devětadvacítku Gillese Simona. Navazující grandslam ve Wimbledonu 2014 mu přinesl první vyhraný zápas, když v prvním kole přehrál Kolumbijce Alejandra Fallu. Ve druhém jeho cestu pavoukem však ukončil devatenáctý nasazený Feliciano López ze Španělska.

## Tituly na challengerech ATP a okruhu Futures
| Legenda                |
| ---------------------- |
| Challengery (0 D; 2 Č) |
| Futures (4 D; 14 Č)    |

### Dvouhra (4)
| č. | datum              | turnaj                      | povrch      | poražený finalista   | výsledek      |
| -- | ------------------ | --------------------------- | ----------- | -------------------- | ------------- |
| 1. | 23. března 2010    | Vaduz, Lichtejnštejnsko     | koberec (h) | Andis Juška          | 6–3, 7–6(7-3) |
| 2. | 6. srpna 2012      | Edwardsville, Spojené státy | tvrdý       | Eric Quigley         | 7–6(7–3), 7–5 |
| 3. | 21. října 2013     | Lagos, Nigéria              | tvrdý       | Džívan Nedunčežijan  | 6–4, 6–3      |
| 4. | 25. listopadu 2013 | Dakar, Senegal              | tvrdý       | Maximilian Neuchrist | 5–0skreč      |

### Čtyřhra (2 challengery)
| č. | datum              | turnaj              | povrch    | spoluhráč    | poražení finalisté                      | výsledek          |
| -- | ------------------ | ------------------- | --------- | ------------ | --------------------------------------- | ----------------- |
| 1. | 10. října 2014     | Taškent, Uzbekistán | tvrdý     | Lukáš Lacko  | Frank Moser Alexander Satschko          | 6–3, 3–6, [13–11] |
| 2. | 12. listopadu 2016 | Kóbe, Japonsko      | tvrdý (h) | Daniel Masur | Džívan Nedunčežijan Christopher Rungkat | 4–6, 6–3, [10–6]  |